# 耶尔兰杜
耶尔兰杜（Yellandu），是印度安得拉邦Khammam县的一个城镇。总人口42417（2001年）。

## 人口
该地2001年总人口42417人，其中男性21226人，女性21191人；0—6岁人口4499人，其中男2250人，女2249人；识字率70.19%，其中男性为78.04%，女性为62.32%。